# Titularbistum Ampora
Ampora ist ein Titularbistum der römisch-katholischen Kirche.
Die in Nordafrika gelegene Stadt war ein alter römischer Bischofssitz, der im 7. Jahrhundert mit der islamischen Expansion unterging. Er lag in der römischen Provinz Numidien.
| Titularbischöfe von Ampora |                                    |                                              |                  |                |
| Nr.                        | Name                               | Amt                                          | von              | bis            |
| 1                          | José Calasanz Rosenhammer OFM      | Apostolischer Vikar von Chiquitos (Bolivien) | 12. Mai 1949     | 26. April 2003 |
| 2                          | Heriberto Andrés Bodeant Fernández | Weihbischof in Salto (Uruguay)               | 28. Juni 2003    | 13. Juni 2009  |
| 3                          | Fernando José Castro Aguayo        | Weihbischof in Caracas (Venezuela)           | 27. Juni 2009    | 4. August 2015 |
| 4                          | Arthur Colgan CSC                  | Weihbischof in Chosica (Peru)                | 13. Oktober 2015 |                |